# Юність (стадіон, Львів)
Ю́ність — стадіон у Львові, розташований у Парку культури та відпочинку імені Богдана Хмельницького. Відкритий 1968 року.
Розміри поля із трав’яним покриттям — 105х68 м. Довкола поля розміщено заасфальтовані бігові доріжки. Стадіон забезпечений службовими та допоміжними будівлями.

## Історія
Відкритий 1968 р. стадіон отримав назву «Юність». Під час закладення парку на початку 1950-х рр. на його місці в улоговині було звалище будівельних матеріалів. Після розчистки (1950-і рр.) тут влаштували конкурне поле, на якому у святкові дні відбувалися показові виступи кіннотників. 
На початку 1960-х рр. поле переобладнали під футбольне. Трибуни і бігові доріжки були відсутні. 1967 р. розпочато ґрунтовну реконструкцію поля. На східному та західному схилах улоговини облаштували трибуни з дерев'яними лавками, на яких могли розміститися 5 тис. глядачів. Вище на південь обладнали ігровий майданчик, який узимку використовувався як хокейне поле. Футбольне поле обнесли легкоатлетичними доріжками і секторами для стрибків і метання. Стадіон забезпечили роздягальнями та вбиральнями. 

## Змагання з футболу
У 1970-х – 1980-х рр. на ньому проводила свої матчі футбольна команда колективів фізкультури «Автомобіліст» (Львів) — володар Кубка України 1985 р. До гурту переможців належали Віктор Власов, Ігор Снігур, Андрій Завидовський, Андрій Климко, Олег Карташов, Володимир Беззуб'як, Микола Стик. До тріумфу команду привів Роман Федочинський. 
У 1990-х – 2000-х рр. поєдинки Чемпіонату України (І ліга) проводив ФК Львів під орудою Степана Юрчишина. У складі клубу змагалися Мар'ян Марущак, Володимир Вільчинський, Тарас Павліш, Михайло Луцишин, Олег Гарас, Дмитро Семочко та інші.
У 1990-х роках на стадіоні виступало також львівське «Динамо».

## Змагання з американського футболу
З сезону 2012 на стадіоні регулярно проводить свої матчі клуб американського футболу «Львівські Леви» (2012-2014 перша ліга Чемпіонату України). 18 квітня 2015 року відбулась перша гра «Львівських Левів» в рамках Вищої Ліги Чемпіонату України з американського футболу. З 2016 року "Леви" виступають в новоствореній Українській Лізі Американського Футболу (УЛАФ), як правило, в дивізіоні "Захід", де принциповими суперниками Львів'ян є команди "Лісоруби" Ужгород, "Вовки" Вінниця, "Патріоти", "Кепіталс", "Слов'яни" - усі Київ. Найкращим здобутком було срібло чемпіонату в 2018 році. Станом на 2021 рік команда налічує близько 50 гравців, було створено жіночий колектив "Lviv Lioness", а також команду підтримує власна група підтримки Lviv Lions Cheers. 

## Змагання з регбі
На «Юності» грають домашні матчі львівський клуб з регбі-15 та регбі-7 «Сокіл» (Львів), а також із регбіліг — команда «Lviv Tigers» (Львів). Усі виступають у вищих дивізіонах. 
Також тут виступали «Сокіл-Верховина» (вища ліга — 2-га за класом) і «Батяри» (перша ліга — 3-я за класом). Команду «Батяри» створили фанати львівського футбольного клубу «Карпати» і вони становили основу колективу.
Також тут відбуваються змагання жіночих команд з регбі-7, зокрема львівських команд «Левиці» та НАСВ (Національної академії Сухопутних військ).

### Матчізбірної України з регбі
20 серпня 2011 р. на львівському стадіоні «Юність» відбувся матч національної збірної команди України та збірної команди Румунії в рамках Кубка Європейських націй у Дивізіон А-1 з регбі-15, який завершився перемогою гостей 41:16 (19:9).
26 квітня 2014 р. — матч 15-го Кубка Європейських націй з регбі-15. Збірна України — збірна Польщі 29:28 (15:6).
24 квітня 2018 р. тут відбувся матч з регбі-15 Чемпіонату Європи в дивізіоні «Конференція 1 Північ» між збірними України та Угорщини, який завершився з рахунком 19:19 (0:13).
13 жовтня 2018 р. — матч з регбі-15 Чемпіонату Європи в дивізіоні «Конференція 1 Північ» між збірними України та Люксембургу, який завершився перемогою українців 24:13 (17:3).
На 2 травня 2020 р. було заплановане провдення матчу чемпіонату Європи з регбі-15 серед чоловічих команд у дивізіоні «Трофі» між збірними України та Швейцарії. Однак через пандемію матч перенесено на пізніший термін.

## Реконструкція стадіону
Стадіон мав стати тренувальним полем до Євро-2012. З листопада 2009 року коштом регбійного клубу «Сокіл»  розпочато реконструкцію стадіону, в рамках якої планувалося встановити 5 000 індивідуальних пластикових сидінь, реконструювати роздягальні та адміністративні приміщення, замінити газон та системи дренажу, а також збудувати підземний паркінг на 680 місць. Реконструкцію на той час не було здійснено.
Реконструкція стадіону «Юність» розпочалась у 2017 році. За цей період тут облаштували західну трибуну і комплекс з роздягалками. Над глядацькими трибунами спорудили прозорий навісний дах. 6 травня 2020 року на стадіоні «Юність» у парку культури і відпочинку ім. Б. Хмельницького розпочали реконструкцію східної трибуни. Також тут мають укріпити підпірну стінку між двома трибунами.
.